# Qarah Zia od Din
Qarah Zia od Din (en persan : قره ضياڈالدين) est une ville située dans la province d'Azerbaïdjan occidental, dans le nord-ouest de l'Iran.